# Giuseppe Moscati
Giuseppe Moscati (Benevento, 25 luglio 1880 – Napoli, 12 aprile 1927) è stato un medico e fisiologo italiano.
Beatificato da papa Paolo VI nel corso dell'Anno Santo 1975 e canonizzato da papa Giovanni Paolo II nel 1987, fu definito "medico dei poveri". La Chiesa cattolica celebra la sua festa il 12 aprile, mentre le Arcidiocesi di Napoli e Amalfi-Cava de' Tirreni la celebrano separatamente il 16 novembre. Moscati è stato uno dei primi medici a utilizzare l'insulina per il trattamento del diabete.

## Biografia
(Giuseppe Moscati, 17 ottobre 1922)

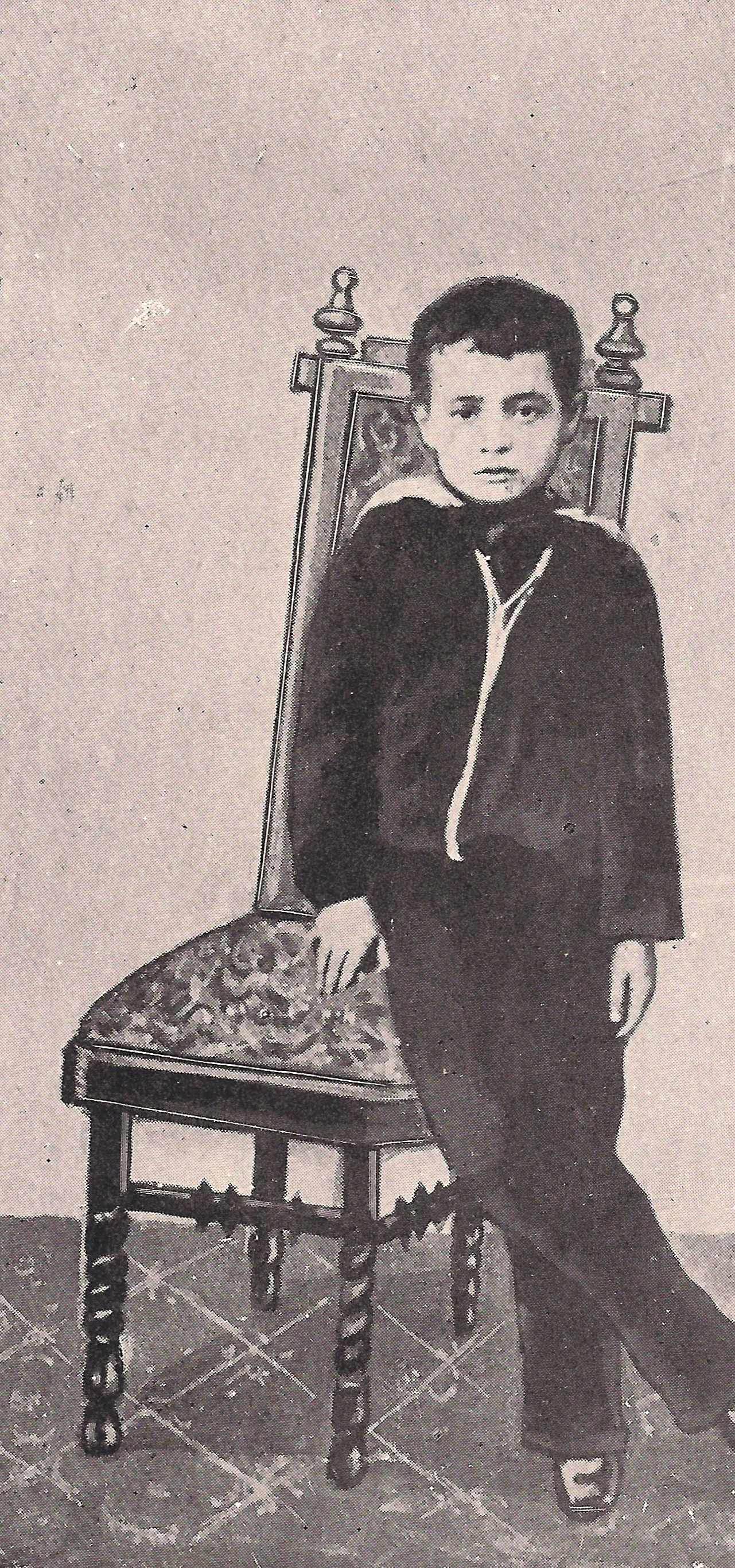
Giuseppe Moscati bambino

I Moscati erano una nobile famiglia proveniente da Santa Lucia di Serino, paese in provincia di Avellino; qui nacque, nel 1836, il padre Francesco che, laureato in Giurisprudenza, nel corso della sua carriera fu giudice al tribunale di Cassino, Presidente del tribunale di Benevento, consigliere di Corte d'appello, prima ad Ancona e poi a Napoli. A Cassino, Francesco incontrò e sposò Rosa De Luca, dei Marchesi di Roseto, con un rito celebrato dall'abate Luigi Tosti; ebbero nove figli, di cui Giuseppe fu il settimo.
La famiglia si trasferì da Cassino a Benevento nel 1877 in seguito alla nomina del padre a presidente del tribunale beneventano e alloggiò per un primo periodo in via San Diodato, nelle vicinanze dell'ospedale Sacro Cuore di Gesù, e si trasferì in un secondo momento in via Porta Aurea. Il 25 luglio 1880, all'una di notte, nel palazzo Rotondi Andreotti Leo, nacque Giuseppe Maria Carlo Alfonso Moscati, che ricevette nello stesso luogo il battesimo, sei giorni dopo la sua nascita (31 luglio), da don Innocenzo Maio.

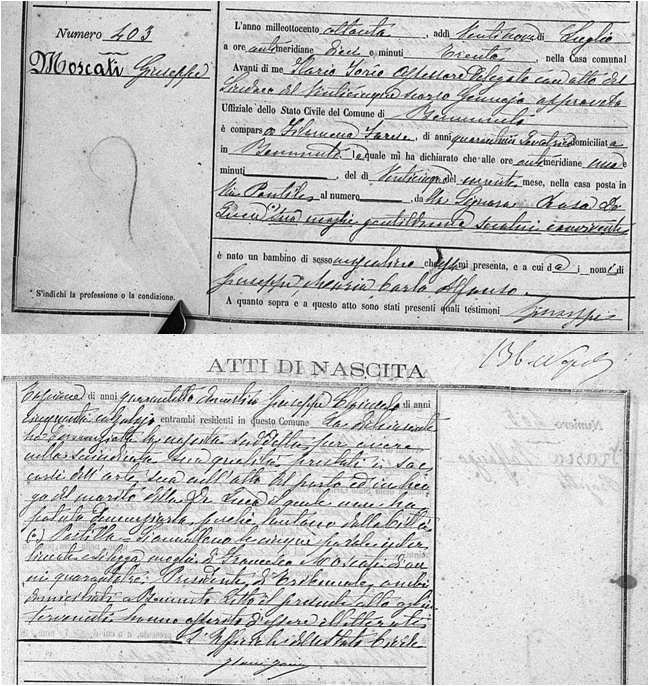
Atto di nascita di Giuseppe Moscati, rinvenuto nel registro degli Atti di Nascita dell'anno 1880, conservato presso l'archivio di Stato Civile del Comune di Benevento

Per ricordare il suo legame con la zona, fu eretta una statua di marmo nella cappella del Santissimo Sacramento nella cattedrale di Benevento.
Intanto il padre, promosso nel 1881 consigliere di Corte d'appello, si trasferì con la famiglia ad Ancona, dove ripartì nel 1884, quando fu trasferito alla Corte d'Appello di Napoli, ove si stabilì con la famiglia in via Santa Teresa al Museo, 83. Più tardi i Moscati abitarono a Port'Alba, piazza Dante e infine a via Cisterna dell'Olio, 10. In questo periodo la famiglia trascorreva le estati ad Avellino e Giuseppe vedeva il padre servire all'altare nella locale cappella delle Clarisse ogni volta che assistevano alla Messa.
L'8 dicembre del 1888, "Peppino" (come veniva chiamato e come amerà firmarsi nella corrispondenza personale) ricevette la prima comunione da monsignor Enrico Marano nel Santuario delle Ancelle del Sacro Cuore, nel quale i Moscati incontravano sovente il beato Bartolo Longo, fondatore del Santuario di Pompei. Accanto alla chiesa viveva Caterina Volpicelli, poi santa, alla quale la famiglia era spiritualmente legata.
Nel 1889 Giuseppe si iscrisse al ginnasio presso l'Istituto Vittorio Emanuele a piazza Dante, mostrando sin da ragazzo interesse per lo studio, e conseguì, nel 1897, la "licenza liceale d'onore". Fra i suoi professori ebbe il vulcanologo Giuseppe Mercalli che insegnò in tale istituto dal 1892 al 1911.
Nel 1892 incominciò ad assistere il fratello Alberto, infortunatosi seriamente per una caduta da cavallo durante il servizio militare e rimasto soggetto ad attacchi di epilessia, con frequenti e violente convulsioni; a questa penosa esperienza è stato ipotizzato si dovesse la sua prima passione per la medicina. Invero, dopo gli studi liceali s'iscrisse, nel 1897, alla Facoltà di Medicina, secondo il biografo Marini nell'ottica di considerare l'attività del medico come un sacerdozio. Il padre morì alla fine dello stesso anno, colpito da un'emorragia cerebrale.
Il 3 marzo 1900 Giuseppe ricevette la cresima da monsignor Pasquale de Siena, vescovo ausiliare di Napoli.

### Medico, ricercatore, insegnante
Il 4 agosto 1903 si laureò a pieni voti con una tesi sull'ureogenesi epatica considerata degna di stampa. Dopo pochi mesi si presentò ai concorsi per assistente ordinario e per coadiutore straordinario agli Ospedali Riuniti degli Incurabili, superando entrambe le prove, risultando anzi secondo in quello per assistente ordinario.
Il 2 giugno 1904 morì il fratello Alberto a causa di complicazioni delle patologie insorte con l'incidente a cavallo.

Giuseppe Moscati, terzo da sinistra seduto, giovane docente tra i suoi primi studenti

Nell'aprile 1906, mentre il Vesuvio incominciò a eruttare ceneri e lapilli su Torre del Greco mettendo in pericolo un piccolo ospedaletto (succursale degli Ospedali Riuniti, presso cui era coadiutore straordinario), Moscati si recò sul posto, contribuendo a salvare gli ammalati, dei quali ordinò l'evacuazione, completata poco prima del crollo della struttura; l'intervento tempestivo di Moscati è stato considerato essenziale per evitare una tragedia. La struttura di cui Moscati era responsabile si trovava a pochi chilometri dal cratere del vulcano. Molti dei pazienti erano anziani e molti erano anche paralitici.
Nel 1908, dopo aver superato il concorso di assistente ordinario per la cattedra di Chimica fisiologica, incominciò a svolgere attività di laboratorio e di ricerca scientifica nell'Istituto di Fisiologia dell'ospedale per malattie infettive Domenico Cotugno. Divenne socio aggregato alla Regia Accademia Medico-Chirurgica.
Tre anni dopo, nel 1911, un'epidemia di colera colpì Napoli, e Moscati fu chiamato dall'Ispettorato della Sanità Pubblica, presso il quale presentò una relazione sulle opere necessarie per il risanamento della città, in parte condotte a compimento. Fu inoltre proposto per la libera docenza in Chimica biologica. In quello stesso anno, ancora trentunenne, aveva vinto il concorso come aiuto ordinario negli Ospedali Riuniti, anche con un certo clamore. Gli fu poco dopo conferita la libera docenza in Chimica fisiologica, su proposta di Antonio Cardarelli, e incominciò l'insegnamento di Indagini di laboratorio applicate alla clinica e di chimica applicata alla medicina secondo i programmi del Consiglio superiore della Pubblica Istruzione.
Sempre nel 1911 Moscati fu inviato a Vienna da Gaetano Rummo (allora al Consiglio superiore della Pubblica Istruzione), per assistere al convegno internazionale di fisiologia, approfittando dell'occasione per visitare anche Budapest; collaborò inoltre, per l'inglese e il tedesco, alla testata "La Riforma Medica", fondata da Rummo prima come quotidiano, quindi come settimanale e poi come quindicinale. Fu anche direttore dell'Istituto di Anatomia Patologica. Nella sala autoptica dell'istituto, egli collocò un crocifisso con l'iscrizione del capitolo 13, verso 14 del Libro di Osea: Ero mors tua, o mors (O morte, io sarò la tua morte).

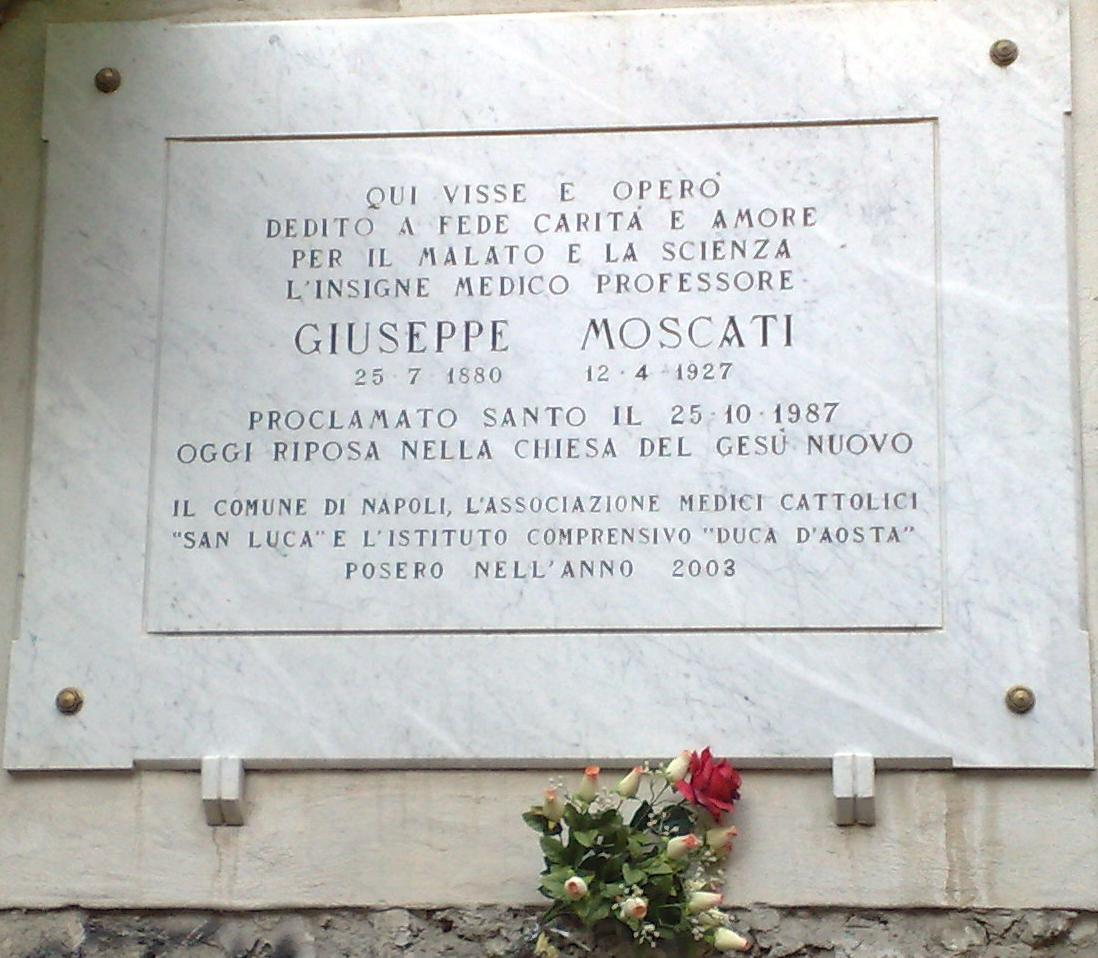
Targa commemorativa affissa sul palazzo in cui è vissuto Moscati, a Napoli

La notte del 25 novembre 1914 la madre, affetta da diabete, morì. Allo scoppio della prima guerra mondiale Moscati presentò domanda di arruolamento volontario, ma la domanda venne respinta per tenerlo a prestare soccorso ai soldati feriti di ritorno dal fronte. Venne nominato direttore del reparto militare dal 1915 al 1918. In questo periodo, per quanto riportato dai registri dell'Ospedale degli Incurabili, visitò tra i 2.524 e i 3.000 soldati. Si occupò anche della loro salute mentale, scrivendo per loro, ad esempio, diari e poesie.
Tra il 1916 e il 1917 supplì Pasquale Malerba nel corso ufficiale di chimica fisiologica. Dal 1917 al 1920, sostituì Filippo Bottazzi, il padre della biochimica italiana, nell'insegnamento di Chimica clinica.  I suoi studenti erano concordi nel testimoniare che era particolarmente portato per la professione di docente. Sempre nel 1917 rinunciò alla cattedra universitaria e all'insegnamento, per continuare il lavoro in ospedale.
Il consiglio d'amministrazione dell'Ospedale Incurabili lo nominò primario nel 1919, e il 2 maggio 1921 Giuseppe Moscati inviò al Ministero della Pubblica Istruzione la domanda per essere abilitato per titoli alla libera docenza in Clinica Medica Generale; il 6 giugno 1922 la Commissione nominata dal Ministero esaminò i titoli e lo ritenne idoneo a conseguire tale libera docenza esonerandolo all'unanimità, in virtù dei lavori proposti, dalla discussione dei lavori presentati, dalla lezione e dalla prova pratica.
All'inizio degli anni venti, Moscati si dedicò anche ad alcuni importanti studi di storia della medicina, come quelli dedicati allo iatromeccanico del '600 Giovanni Alfonso Borelli, che Moscati definisce "primo padre della medicina nuova" e al "fondatore della scuola medica napoletana", Domenico Cotugno. Giuseppe Moscati si prendeva cura di tutti i suoi pazienti e in particolare aiutava sempre i più poveri con offerte in denaro per le spese delle medicine e degli alimenti; Moscati infatti era solito ogni mattina comprare il latte e donarlo personalmente ai poveri e ai più bisognosi. Il latte veniva portato da Moscati in grandi quantità ogni giorno ai bambini denutriti e agli indigenti nei quartieri meno abbienti di Napoli.
Quando nel gennaio 1922 venne sperimentata l'insulina per la cura del diabete, Moscati fu uno dei primi in Italia a utilizzare quel procedimento terapeutico rivoluzionario. Fu un pioniere della moderna diabetologia ed endocrinologia. Moscati divenne anche famoso in Italia per i suoi studi sulla determinazione al microscopio ottico della quantità di sangue nelle nefriti sperimentali". Questi studi gli permisero di spiegare la differenza clinica e fisiopatologica tra la sindrome nefritica e quella nefrosica e l'esistenza della sindrome clinica estesa della nefrite.
Il 18 luglio 1923 compì un viaggio a Edimburgo per il Congresso internazionale di fisiologia, passando per Roma, Torino, Parigi, Londra, Lourdes. Rientrerà a Napoli il 10 agosto.
Numerose sue ricerche furono pubblicate su riviste italiane e internazionali, tra le quali le ricerche pionieristiche sulle reazioni chimiche del glicogeno. Sulla sua produzione scientifica, il biochimico Gaetano Quagliariello ha scritto che fu tale:
(Commemorazione di Giuseppe Moscati nel ventesimo dalla morte (1948))

### Morte e canonizzazione

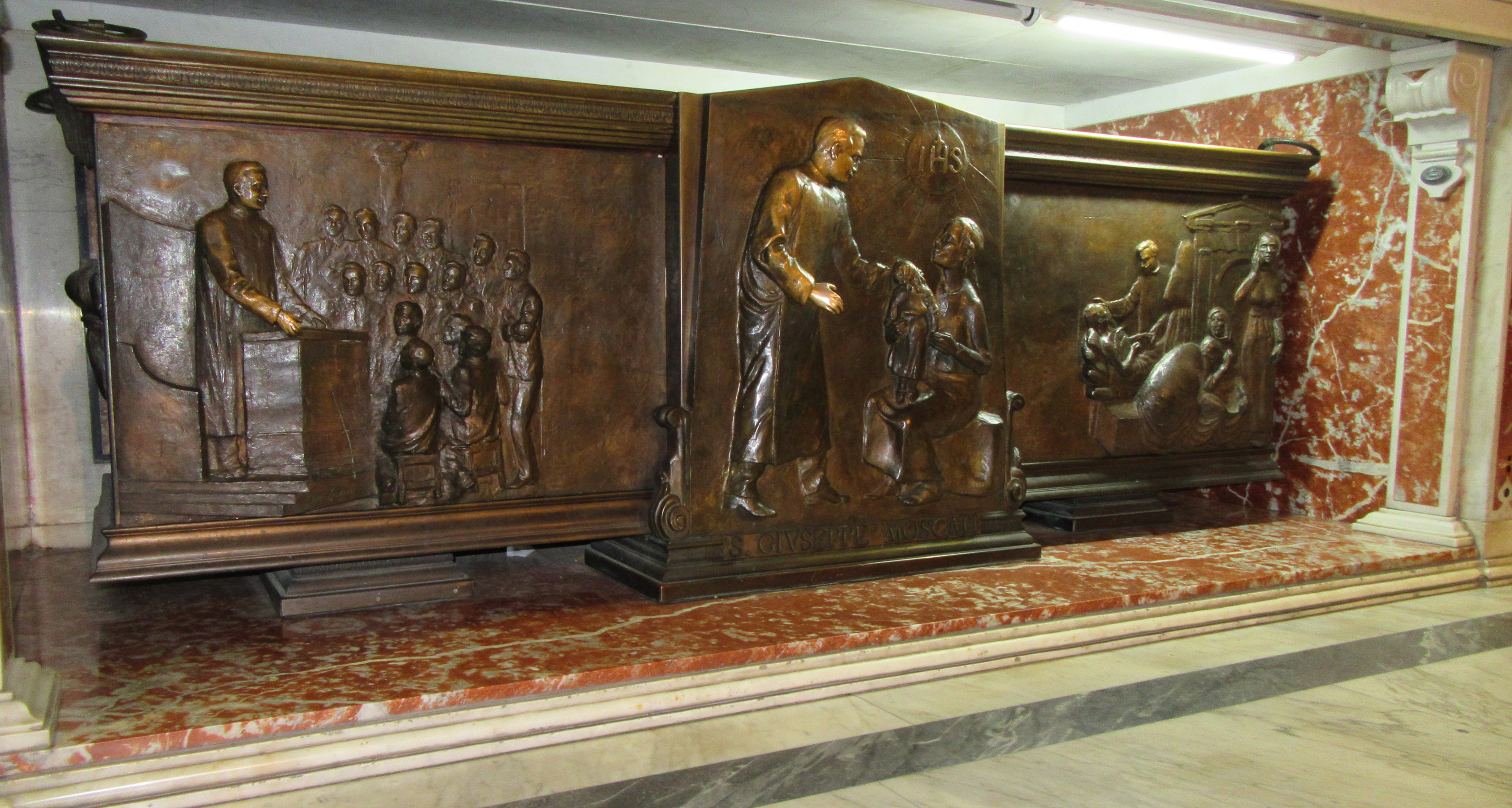
Tomba di Giuseppe Moscati, nella chiesa del Gesù Nuovo

Il 12 aprile 1927, martedì della Settimana santa, dopo aver assistito alla Messa e ricevuta la Comunione nella chiesa di San Giacomo degli Spagnoli e dopo aver svolto come di consueto il suo lavoro in ospedale e nel suo studio privato, verso le 15 si sentì male e spirò sulla sua poltrona a causa di un infarto, all'età di 46 anni e 8 mesi. La notizia della sua morte si diffuse rapidamente e alle esequie vi fu una notevole partecipazione popolare.
Il 16 novembre 1930 i suoi resti furono traslati dal Cimitero di Poggioreale alla Chiesa del Gesù Nuovo, racchiusi in un'urna bronzea, opera dello scultore Amedeo Garufi, motivo per il quale è a questa data che fu posta la sua memoria liturgica.
Il pontefice Paolo VI lo proclamò beato il 16 novembre 1975. Il 16 novembre 1977, due anni esatti dopo la beatificazione, i resti vennero posti sotto l'altare della cappella della Visitazione, a seguito della ricognizione canonica. Fu proclamato santo il 25 ottobre 1987 da Giovanni Paolo II.
La sua festa liturgica si celebrava il 16 novembre; il Martirologio Romano del 2001 lo riportò invece al dies natalis del 12 aprile.

#### I miracoli per la beatificazione
All'epoca erano necessari due miracoli per la beatificazione: nel caso di Giuseppe Moscati la Chiesa cattolica ha ritenuto miracolose le guarigioni di Costantino Nazzaro e Raffaele Perrotta.
- Costantino Nazzaro, maresciallo della Polizia Penitenziaria, nel 1923 ebbe prima un ascesso freddo alla gamba destra poi, ricoverato in ospedale, gli fu riscontrata un'infezione tubercolare all'epididimo destro e, successivamente, gli fu diagnosticato il morbo di Addison. Nella primavera del 1954 cominciò a rivolgersi in preghiera a Giuseppe Moscati per ottenerne l'intercessione. Una notte sognò di essere operato dal medico beneventano e svegliatosi si trovò perfettamente guarito. I medici giudicarono la guarigione scientificamente inspiegabile.
- Raffaele Perrotta guarì improvvisamente da meningite meningococcica tra il 7 e l'8 febbraio 1941, dopo che la madre aveva chiesto l'intercessione del Moscati. I medici giudicarono scientificamente inspiegabile la guarigione, sia per la gravità della malattia sia per la subitanea e completa remissione dei sintomi.

#### Il miracolo per la canonizzazione
Ai fini della canonizzazione la Chiesa cattolica ritiene necessario un nuovo miracolo: nel caso di Giuseppe Moscati ha ritenuto miracolosa la guarigione di Giuseppe Montefusco, ammalato di leucemia, avvenuta nel 1979. Il giovane, di Somma Vesuviana, nel 1978 era ventenne e cominciò ad avere disturbi a causa dei quali, il 13 aprile dello stesso anno, fu ricoverato all'ospedale Cardarelli di Napoli, dove gli fu diagnosticata una leucemia acuta mieloblastica. Mentre non rispondeva alle terapie ed era considerato senza speranze di guarigione, sua madre sognò una notte la foto di un medico in camice bianco: dopo essersi consultata col parroco, si recò alla Chiesa del Gesù Nuovo, dove riconobbe nella foto di Giuseppe Moscati il medico visto in sogno. Furono rivolte allora al Moscati, all'epoca beato, preghiere collettive, e il Montefusco, nel giugno 1979, guarì, interrompendo ogni cura e riprendendo il lavoro di fabbro.
Il caso fu sottoposto alla Congregazione per le Cause dei Santi che, il 27 marzo 1987, promulgò il decreto sul miracolo, confermando "La modalità della guarigione relativamente rapida, completa e duratura, non spiegabile secondo le conoscenze mediche".
Il 25 ottobre 1987, in piazza San Pietro, Giovanni Paolo II canonizzò Giuseppe Moscati; alla cerimonia era presente anche Giuseppe Montefusco, che in quell'occasione donò al Papa polacco un volto di Gesù in ferro battuto, da lui realizzato. Il Pontefice disse del nuovo santo durante l'omelia:

## Le reliquie

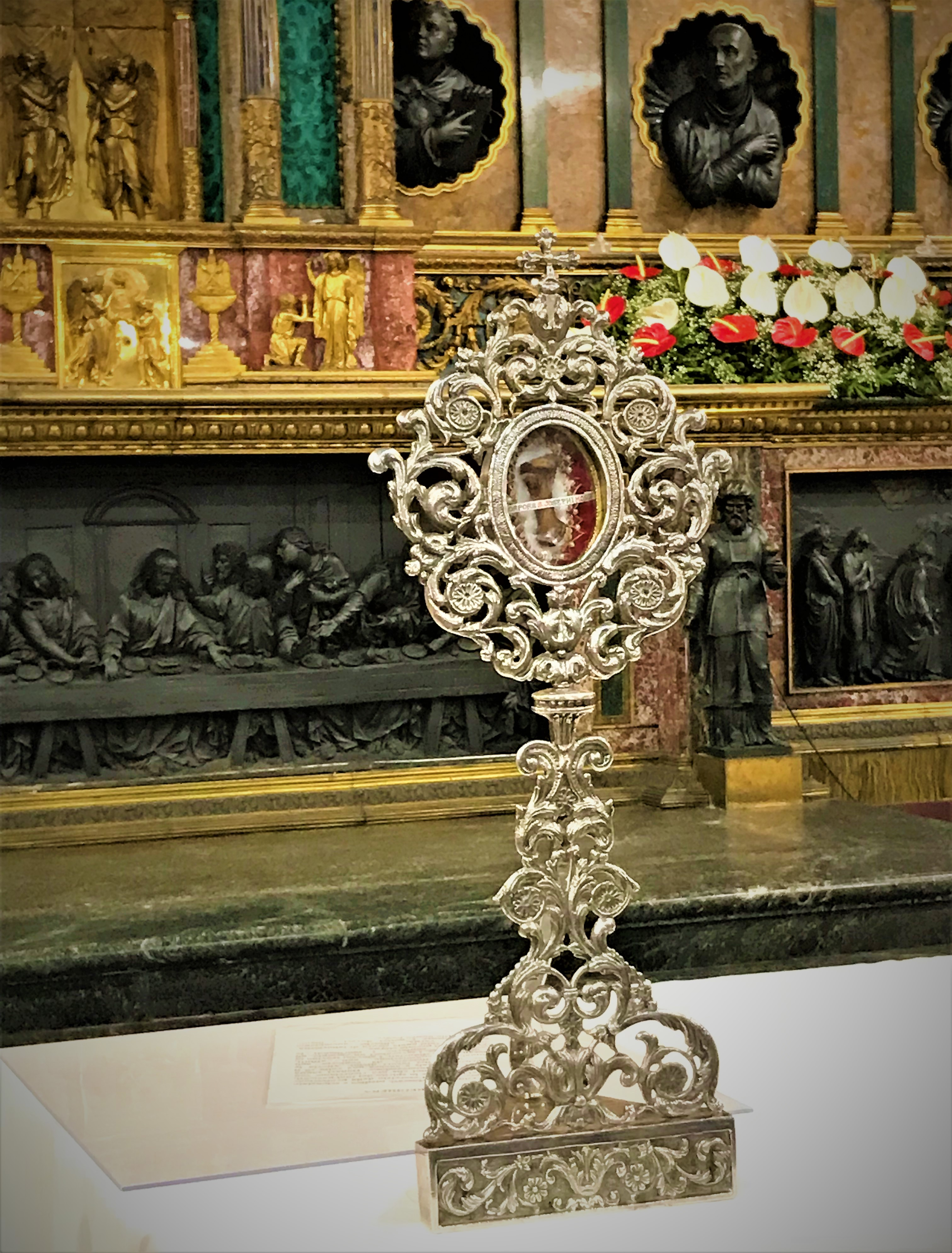
Reliquia Maggiore, metatarso del piede destro, custodita all'interno della chiesa del Gesù Nuovo di Napoli

Nel 1977, due anni dopo la beatificazione, fu eseguita la ricognizione canonica del corpo: le ossa furono ricomposte e il corpo di Moscati fu collocato in un'urna bronzea, opera dello scultore Amedeo Garufi, posta sotto l’altare della Cappella della Visitazione della chiesa del Gesù Nuovo, dove ancora si conserva. In un reliquiario argenteo si conserva un dito del piede destro di San Giuseppe Moscati; si espone durante i solenni festeggiamenti del santo e si porta in “peregrinatio” nelle chiese che ne fanno esplicita richiesta. Altre reliquie del santo si conservano nella Parrocchia dei SS. Filippo e Giacomo di Aversa, nella chiesa di San Bernardino a San Marco in Lamis, nella basilica di San Francesco d'Assisi di Piacenza, nella chiesa parrocchiale di Santa Lucia di Serino (paese di origine della famiglia del Medico santo, in cui è possibile visitare la casa della sua infanzia), presso il monastero di Santa Maria della Sanità sempre a Santa Lucia di Serino, nella chiesa di Santa Maria della Consolazione di Altomonte, nella parrocchia di Caivano, nella cappella ospedaliera del Policlinico Santa Maria alle Scotte di Siena (ex arca sepulcralis S. Josephi Moscati) e nella cappella del policlinico di Catanzaro (frammento del camice).

## Religiosità e concezione del rapporto tra scienza e fede

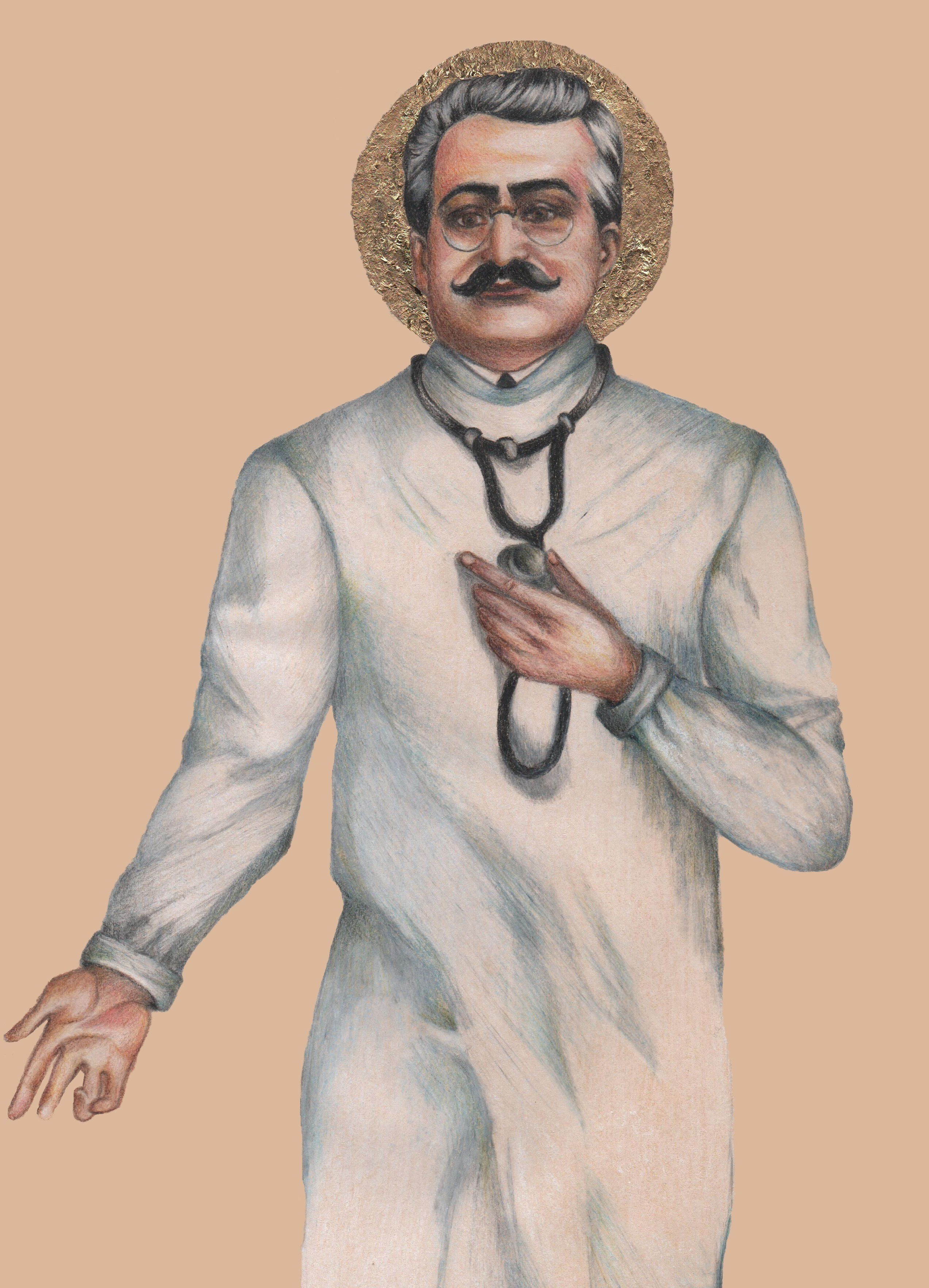
Illustrazione: Giuseppe Moscati

Medico e ricercatore, si dedicò all'assistenza dei sofferenti, spesso curandoli gratuitamente e anche aiutandoli economicamente. Dei malati e del dolore ebbe a dire:
Considerava infatti la pratica della scienza medica come un modo per alleviare le sofferenze, non come un modo per fare profitti, e si ritirava regolarmente per la preghiera. Si recava a Messa ogni giorno e ricorreva alla fede dei pazienti, così come alla grazia sacramentale per finalizzare le proprie terapie mediche. Moscati si rifiutava anche di far pagare ai poveri le cure, ed era noto che a volte mandava a casa i pazienti con una ricetta e una banconota da 50 lire in una busta.
Già prima della sua morte si sosteneva che Moscati avesse del miracoloso; alcuni dicevano che era in grado di diagnosticare con precisione qualsiasi paziente semplicemente ascoltando un elenco dei suoi sintomi, e che era stato l'autore di guarigioni ritenute impossibili. I resoconti delle sue opere di bene sono continuati anche dopo la sua morte, con ulteriori segnalazioni che intercedeva in casi impossibili.
Moscati sosteneva che non dovesse esserci contraddizione o antitesi tra scienza e fede: entrambe dovevano concorrere al bene dell'uomo. Vedeva l'eucaristia come centro della propria vita ed era fortemente legato al culto della Vergine. Si preparava durante l'anno alle festività della Madonna digiunando nei giorni in cui ciò era richiesto. Inoltre, anche in età giovanile, scelse la castità perpetua.
La sua concezione del rapporto tra fede e scienza fu peculiare e tipica della sua mentalità di ricercatore e di scienziato. Per lui, proprio perché solo i contenuti della fede sono certi al di là di ogni dubbio, ogni altra conoscenza umana andava continuamente sottoposta a un serrato vaglio critico. Scriveva, ad esempio, a un suo vecchio allievo:
(Lettera ad Agostino Consoli, 22 luglio 1922)

## Filmografia
Alla figura di Giuseppe Moscati è dedicata la miniserie TV in 2 puntate dal titolo Giuseppe Moscati - L'amore che guarisce, con la regia di Giacomo Campiotti e trasmesso da Raiuno nel 2007. Il film si basa su testimonianze di coetanei di Moscati che lo hanno conosciuto e descrive la sua vita tra la laurea nel 1903 e la morte nel 1927.

## Pubblicazioni
Di seguito, viene riportato un elenco delle pubblicazioni scientifiche compilato dallo stesso Giuseppe Moscati:
- Ureogenesi epatica, 1903. Tesi di laurea pubblicata;
- Un nouvel appareil pour la détermination des sucres même en petites quantités, 1906, estratto da: "Archives Internationale de Physiologie";
- La salda d'amido iniettata nell'organismo. Effetti sulla coagulazione del sangue, ricerche sperimentali del dott. Giuseppe Moscati, Napoli, Tip. editrice Tocco e Salvietti, 1906, estratto da: “Atti della R. Accademia medico-chirurgica di Napoli”, N. 2. 1906;
- La salda d'amido iniettata nell'organismo nota 2.: ritenzione dell'amido e trasformazione in glicogeno: ricerche sperimentali del Dott. Giuseppe Moscati, Napoli, Tip. Ed. Tocco e Salvietti, 1906, estratto dagli: "Atti della R. Accademia Medico-Chirurgica di Napoli" n. 2. 1906;
- La salda d'amido iniettata nell'organismo nota 3: applicazioni in terapia, Napoli, Tip. Ed. Tocco e Salvietti, 1906, estratto dagli: "Atti della R. Accademia Medico-Chirurgica di Napoli" n. 2. 1906;
- Über das Verhalten der in den Organismus eingeführten Stärkelösung, Ablagerung der Stärke und Umwandlung in Glykogen (Mit zwei Tafeln), estratto da: "Hoppe-Seyler's Zeitschrift für Physiologische Chemie" n. 3. 1906;
- Il glicogeno nella placenta muliebre andamento e meccanismo della sua scomparsa dopo l'emissione. Valore medico legale: ricerche sperimentali del Dott. Giuseppe Moscati, Napoli, Tip. A. Tocco e Salviati, 1907, estratti dagli: “Atti della R. Accademia Medico-Chirurgica di Napoli”, n. 2. 1907;
- Il glicogeno negli espettorati: valore diagnostico e prognostico, estratto da: "Riforma Medica",anno XXII, n. 26;
- Das Glykogen in der menschlichen Placenta. Verlauf und Mechanismus seines Verschwindwns nach der Austreibung. Gerichtlich medizinische Bedeutung, estratto da: "Hoppe-Seyler's Zeitschr. f. Phys. Chemie", 1907;
- Quantità del glicogeno nei muscoli dell'uomo andamento della sua scomparsa dopo la morte: ricerche sperimentali del Dott. Giuseppe Moscati, Napoli, Tip. A. Tocco e Salvietti, 1907, estratti dagli: “Atti della R. Accademia Medico-Chirurgica di Napoli”, n. 2. 1907;
- Der Glykogengehalt der menschlichen Placenta und seine Abnahme nach dem Tode, estratto da: "Beiträge z. Chem.-Physiologie und Pathologie" bis 12, 1907;
- Le glycogène dans le placenta humain, estratto da: "Riproduzione dell'Archives Italiennes de Biologie", Tome XLIX, fasc. I, 1910;
- Quantité de glycogène dans le muscles de l'homme, Cours de sa dispariture après la mort, estratto da: "Riproduzione dell'Archives Italiennes de Biologie", Tome XLIX, fasc. II, 1910;
- Influenza della cloroformizzazione nel glicogeno muscolare, Napoli, 1910;
- L'ammoniaca dell'urina nelle varie diete, estratto da: "Giornale Internazionale di Scienza Medica", 1911;
- Influenza del riposo e del movimento sulla eliminazione di ammoniaca con l'urina, estratto da: "Giornale Internazionale di Scienza Medica", 1911;
- L'urea: ricerche sperimentali, estratto da: "Giornale Internazionale di Scienza Medica", 1911;
- Penetrazione di amido nelle vie aeree, estratto da: "Nuova Rivista Clinico-terapeutica", 1911;
- Potere d'assorbimento della cistifellea, estratto da: "Riforma Medica", 1911;
- Indagine chimico-fisica del peptone nell'urina, estratto da: "Riforma Medica", 1911;
- Azione della chimica sull'autolisi epatica e splenica. Ricerche sperimentali del dott. Giuseppe Moscati, Napoli, Tip. della Riforma Medica, 1910; estratto da: “Riforma Medica”, anno 26., n. 48;
- Alcuni effetti della privazione dell'ipofisi cerebrale nei cani secondo un nuovo metodo orbitario, estratto da: "Atti R. Accad. medica chirur.", Napoli, 1914;
- Peritonite tubercolare nei cani normali ed ipofisiprivi, estratto da: "Atti R. Accad. medica chirur.", Napoli, 1914;
- Esperimenti in animali privati dell'ipofisi cerebrale con un nuovo metodo orbitario, estratto da: "Atti R. Accad. medica chirur.", Napoli, 1915;
- Misure di quantità dei liquidi di versamento nelle sierose, estratto da: "Atti R. Accad. medica chirur.", Napoli, 1916;
- Peritoniti tubercolari sperimentali, estratto da: "Atti R. Accad. medica chirur.", Napoli, 1916;
- Cisti colloide dell'apice del polmone, estratto da: "Atti R. Accad. medica chirur.", Napoli, 1916;
- Il boro nell'organismo animale, estratto da: "Archivio Scienze Biologiche", n. 3, 1922;
- Azione dei cianuri sui muscoli lisci, estratto da: "Atti R. Accad. medica chirur.", Napoli, 1922;
- Determinazione della quantità di sangue col metodo ottico. La quantità di sangue nelle nefriti, estratto da: "Riforma Media", 1922;
- Sul cosiddetto antagonismo tra surrenale e pancreas, estratto da: "Folia Medica", 1922;
- Vie linfatiche dall'intestino ai polmoni, estratto da: "Riforma Medica", 1923.